# Ixodes heinrichi
Ixodes heinrichi este o specie de căpușe din genul Ixodes, familia Ixodidae, descrisă de Joseph Charles Arthur în anul 1962.
Este endemică în Angola. Conform Catalogue of Life specia Ixodes heinrichi nu are subspecii cunoscute.